# Hansjörg Riehm
Hansjörg Riehm (Herrenberg, 2 de março de 1933) é um pediatra alemão.

## Honrarias e condecorações
- 1986 Deutscher Krebspreis, klinischer Teil
- 1996 Deutsche Krebshilfe Preis – für die Verbesserung der Behandlungsmöglichkeiten bei Kindern mit akuter lymphatischer Leukämie.
- 2007 Bundesverdienstkreuz erster Klasse